# Spinozapark
Het Spinozapark is een stadspark in de Rotterdamse deelgemeente IJsselmonde vernoemd naar Baruch Spinoza. Het park is gelegen in het centrum van de wijk Lombardijen.
Het Spinozapark is aangelegd in de jaren 60 en is circa 70 hectare groot. Het park ligt zuidelijk van de Spinozaweg en wordt verder begrensd door de Guido Gazelleweg en de Catullusweg en wordt doorsneden door de Pascalweg. Tegen de Spinozaweg aan bevindt zich het subcultureel poppodium Baroeg, tegen de Guido Gezelleweg een multifunctioneel centrum voor jeugdhulpverlening en beschermd wonen, de Dr. M. Polanoschool / S. Jonkerenschool voor dove en slechthorende kinderen en de A.J. Schreuderschool voor zeer moeilijk lerende kinderen.
Tegen de Guido Gezelleweg is er zeven hectare grote vaste plantentuin. Deze tuin is rond 1960 ontstaan op initiatief van bewoners maar is later in het slop geraakt. In 2003 heeft een groep wijkbewoners het initiatief genomen de tuin weer op te knappen en jaarlijks wordt een dag georganiseerd om de tuin te onderhouden.
Oostelijk van de Pascalweg bevindt zich een skatebaan, de speeltuin Pascal en een basketbalplein. Verder is er nog westelijk van de Pascalweg een paardenren, een hangplek en een kunstwerk.
Het park wordt enkele keren per jaar voor evenementen gebruikt, zo is er onder andere het wijkfeest Lombardijen en Baroeg Open Air 2006 gehouden.
Het park heeft (2007) enigszins last van achterstallig onderhoud, het onderhoud kan beter, en te weinig mensen maken gebruik van het Spinozapark. Plannen zijn en worden gemaakt voor het herinrichten van het park.
In 2008 wordt door middel van het project "Spinozapark, Ons Park!" samengewerkt door de bezoekers van het park en de gemeente om het park te herinrichten.